# Rudolf de Lasalle von Louisenthal
Rudolf Johann Peter Bolton de Lasalle von Louisenthal (* 15. April 1816 auf dem Schlossgut Dagstuhl; † 5. Februar 1892 ebenda) war ein preußischer Landrat des Landkreises Merzig.

## Leben
Rudolf de Lasalle von Louisenthal war ein Sohn des Gutsbesitzers Wilhelm Albert de Lasalle von Louisenthal (1767–1845) und dessen Ehefrau Marie Lucie, geb. d’ Augier (1775–1854). Im Jahr 1845 übernahm er das Schlossgut Dagstuhl bei Wadern und 1853 wurde er Kreisdeputierter des Kreises Merzig. Seit dem 1. August 1866 versah er vertretungsweise die Verwaltung des Landratsamtes Merzig, dem am 10. August 1868 die Ernennung zum kommissarischen Landrat des Kreises folgte. Bei seiner definitiven Bestallung zum Landrat am 31. März 1869 wurde er von der vorgeschriebenen Prüfung entbunden. Nach der am 7. Juni 1875 erfolgten Abgabe der Amtsgeschäfte zunächst zur Disposition gestellt, wurde er zum 2. August 1875 in den Ruhestand versetzt.

## Auszeichnungen
- Preußische Kriegsgedenkmünze 1870/71[1]
- Roter Adlerorden
- Ritter-Orden des Heiligen Gregorius

## Familie
Rudolf Johann Peter Bolton de Lasalle von Louisenthal heiratete am 11. August 1856 in Paris Stephanie Blanquet de Rouville du Chayla (1834–1917). Er hatte 10 Geschwister, darunter die „Malergräfin“ genannte ältere Schwester Octavie de Lasalle.